# Зорница (списание)
Вижте пояснителната страница за други значения на Зорница.
„Зорница“ е протестантско месечно списание на български език, издавано в Цариград от 1864 до 1895 г.
От 2 януари 1876 г. излиза и седмичният вестник „Зорница“, като списанието е ориентирано към читатели в юношеска възраст.
От Петко Славейков, през Иван Вазов и Пейо Яворов, до Симеон Радев и Иван Шишманов българските възрожденски и следосвобожденски интелектуалци и общественици са единодушни в оценките си за високото качество, национално-консолидационния и прогресивен характер, както и силното медийно влияние на „Зорница“ в българското общество.
Поради голямата си популярност и социалната си насока „Зорница“ придобива и заема изключително важна позиция в българската историография. В годините след Освобождението „Зорница“ е разглеждан от историци като изданието, оказало най-силно влияние в развитието на българите през Възраждането.
През 1863 г. д-р Албърт Лонг се премества в Цариград, където помага на Илайъс Ригс в подготовката за изданието на Българската библия. Там Лонг превежда и отпечатва религиозни брошури на различни теми, като същевременно подготвя и издаването на „Зорница“. Първият брой е отпечатан официално през 1864 г. Главен редактор е д-р Албърт Лонг, а през 1865 г. тази отговорност поема Илайъс Ригс. Новото списание излиза всеки месец на български език в печатницата на А. Минасов и съдържа 8 четвъртини страници. Форматът на „Зорница“ е моделиран по западните религиозни списания за младежи. Главната цел на д-р Лонг е да достигне подрастващото поколение, което след Кримската война и Танзимат-реформите надминава по образованост родителите си и страни от фанариотски влечения. Друга цел е адресирането на определени теми в списанието до нуждите на жените. По онова време не съществува друго издание с такъв кръгозор. В тази си дейност д-р Лонг получава помощта на Марта Ригс, съпругата на Илайъс Ригс. Тя публикува серия от статии под заглавието „Писма до майката“ с морално и религиозно съдържание. Идеята е, че майките имат неограничено влияние върху подрастващото поколение. На страниците на „Зорница“ се афишира и нуждата от образователни заведения за момичета. Цялостното влияние, което „Зорница“ оказва върху българското общество по онова време върху промяната на социалното място на жената и отношението към нея, е неоценимо.
Съдържанието на „Зорница“ обхваща библейски истории, морални сказки, протестантски химни в превод на Илайъс Ригс, природознание (д-р Лонг преподава тази дисциплина впоследствие в Робърт Колеж), естествени науки, география с илюстрации, информация за американски институции и училища като модели от просперираща модерна нация, истории за успели хора, стигнали от бедност до праведно благосъстояние, както и биографии на бележити политически личности като Вашингтон, Франклин и др. В този си формат „Зорница“ излиза между 1864 и 1871 г., когато д-р Алберт Лонг започва да преподава в Роберт Колеж.
Като цяло месечното списание „Зорница“ не е информационно, а по-скоро образователно пособие. Цената му от 4 гроша е преднамерено ниска и достъпна за читателите, докато други български вестници струват 40 – 60 гроша. На много места списанието е използвано вместо скъпите учебни помагала. Отпечатва се в Цариград, където можело да се изпрати дописка за абонамент, а после чрез пътуващи работници и кираджии се отправя към всички краища на Добруджа, Тракия и Македония. Допълнително с вестника се снабдяват чрез мисионерски станции и подстанции, доставян от служители на Американското и Британското библейски дружества, обикалящи етническите български територии. Така „Зорница“ достига внушителен за времето си тираж, надминавайки по брой издания и абонати всички останали български издания.
През 1872 г. на Второто годишно събрание на Евангелската мисия за Европейска Турция делегатите натоварват Илайъс Ригс със задължението да подпомогне по-нататъшното развитие на вестника. Успешно е приключило отпечатването на българския превод на Библията и „Зорница“ излиза на преден план като основна цел в издателските планове на мисионерите. Форматът е увеличен, най-важната промяна обаче е откриването на седмичен вестник „Зорница“.
Последният брой на сп. „Зорница“ е от декември 1895 г. То се слива с „Детоводител“ в полумесечен вестник под името „Зорница-детоводител“, което се издава в Самоков от 1 януари 1896 до 27 декември 1901 г.